# Wi-Fi 6

Logo do Wi-Fi 6

O Wi-Fi 6 (Wi-Fi 6E) é um padrão de rede sem fio que foi lançado em 2020 pela Wi-Fi Alliance. Ele é baseado no padrão IEEE 802.11ax, que é o sucessor do 802.11ac [en]. O Wi-Fi 6 oferece várias vantagens em relação aos padrões anteriores, como maior velocidade, capacidade, eficiência e segurança.
Uma das principais características do Wi-Fi 6 é o uso de uma tecnologia chamada OFDMA (Orthogonal Frequency Division Multiple Access), que permite dividir os canais de rádio em subcanais menores e alocar esses subcanais para vários dispositivos simultaneamente. Isso reduz a interferência e a latência, e aumenta a capacidade da rede.
Outra característica importante do Wi-Fi 6 é o suporte a MIMO (Multiple Input Multiple Output) e MU-MIMO (Multi-User MIMO) nas direções de uplink e downlink, que permitem que vários dispositivos transmitam e recebam dados ao mesmo tempo usando múltiplas antenas. Isso melhora o desempenho e a cobertura da rede.
O Wi-Fi 6 também usa uma modulação mais densa chamada 1024-QAM, que permite transmitir mais bits por símbolo, aumentando a velocidade da rede. O Wi-Fi 6 pode alcançar velocidades teóricas de até 9,6 Gb/s, enquanto o Wi-Fi 5 chegava a 3,5 Gb/s.
Além disso, o Wi-Fi 6 usa um recurso chamado Target Wake Time (TWT), que permite que os dispositivos negociem com o roteador quando eles vão enviar ou receber dados, reduzindo o consumo de energia e prolongando a vida útil da bateria.
O Wi-Fi 6 também usa um protocolo de segurança mais robusto chamado WPA3, que oferece maior proteção contra-ataques de força bruta e interceptação de dados.
A versão 6 também é compatível com as faixas de frequência de 2,4 GHz e 5 GHz já usadas pelo Wi-Fi 5, além de uma nova faixa de 6 GHz, que oferece mais canais e menos congestionamento. Essa faixa é chamada de Wi-Fi 6E pela Wi-Fi Alliance.
Para aproveitar os benefícios do Wi-Fi 6, é preciso ter dispositivos que suportem esse padrão, como roteadores, smartphones, laptops, tablets etc. Alguns exemplos de dispositivos com Wi-Fi 6 são o iPhone 12, o Samsung Galaxy S21, o Dell XPS 13 e o TP-Link Archer AX6000.